# Charles-François Marchal
Ne doit pas être confondu avec Charles Marchal (homme politique).
Pour les articles homonymes, voir Marchal.
Charles-François Marchal est un peintre français né à Paris le 10 avril 1825, où il est mort le 31 mars 1877.

## Biographie
Élève de Drolling et Dubois à l’École nationale des Beaux-Arts (1843), membre de l'école alsacienne, peintre pompier, il s'installe à Bouxwiller et expose régulièrement au Salon de 1852 à 1876. Il y obtient diverses médailles en 1864 et 1866. 
Réputé sous le Second Empire, Il avait aussi peint les décors de L'Ami Fritz d'Erckmann-Chatrian au théâtre-Français (1876) . En septembre 1861, il vint à Nohant avec Alexandre Dumas fils pour y rencontrer George Sand. Celle-ci dit de lui Un gros ami qui ressemble assez à vos chiens de Terre-Neuve, qui pèse 182 livres et a de l’esprit comme quatre. Il est aujourd'hui connu comme son dernier amant.
Devenu aveugle, Marchal se suicide à son domicile, place Pigalle, en 1877,. 
George Sand lui a écrit de très nombreuses lettres et billets.

## Œuvres
- Le Dernier baiser (1858), dépôt du CNAP au Musée de Fécamp.
- Le Cabaret de Bouxwiller (1861)
- Le choral de Luther (exposé au Salon de Bruxelles de 1863)[6]
- La Foire aux servantes (1864), dépôt du musée d'Orsay au musée de Bouxwiller, dont deux études sont conservées au Musée de Fécamp.

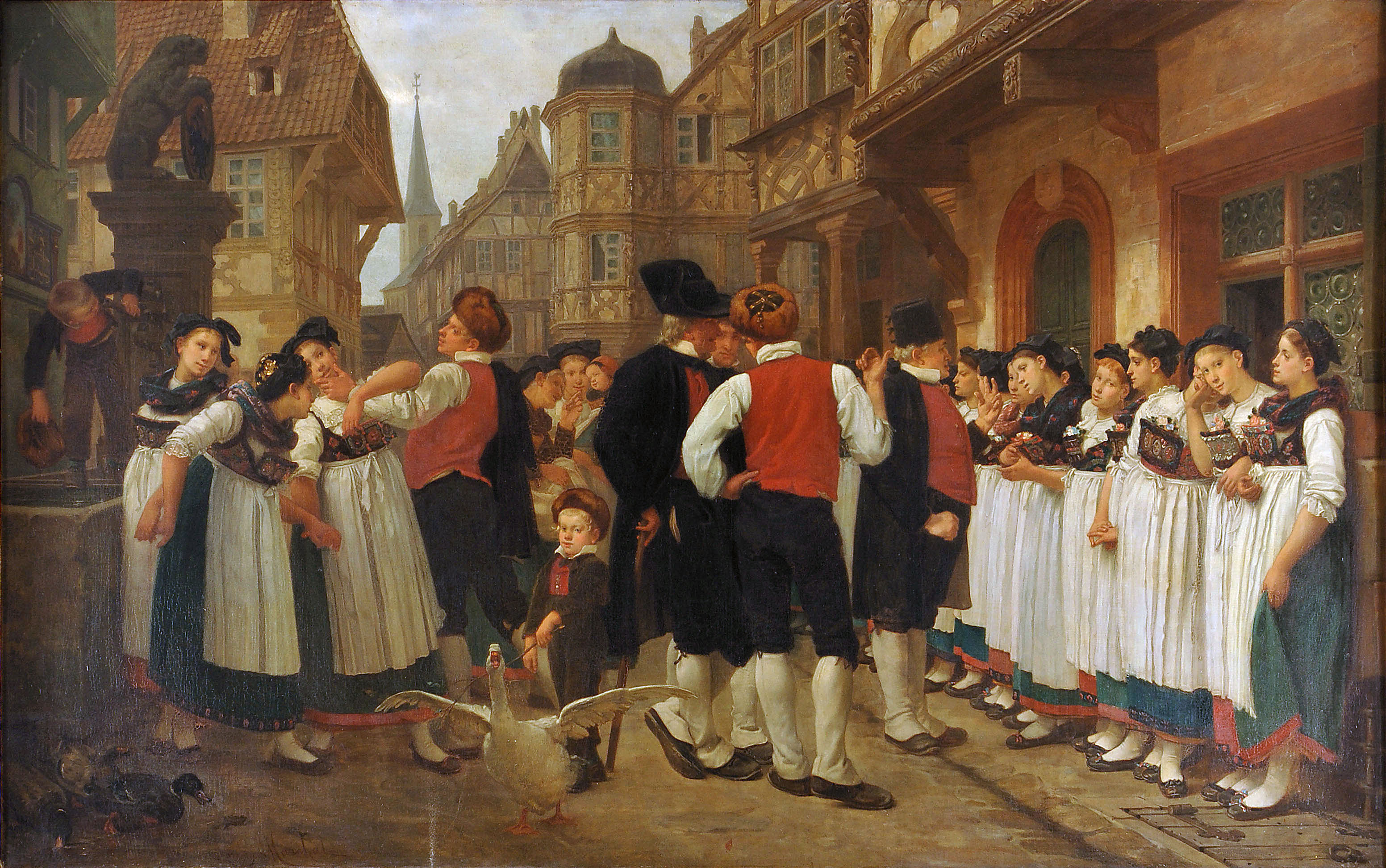
La Foire aux servantes

- Pénélope (1868)
- L'Alsace (1872)
- Enfant guidant une oie
- Paysannes chantant
- Portrait d'une fillette à côté d'une chaise alsacienne